# Charlotte Deldaele
Charlotte Deldaele (5 juni 1993) is een Belgische triatlete.

## Levensloop
Deldaele is de dochter van kajakkers Geert Deldaele en Inge Coeck. Ze liep school aan het Koninklijk Atheneum Redingenhof te Leuven.
In 2013 won ze brons op het Belgisch kampioenschap triatlon op de sprintafstand. In 2015 won ze zilver op het BK triatlon op de olympische afstand in Eau d'Heure en brons op het BK triatlon op de sprintafstand. In juni van dat jaar werd ze vierde op de ETU Sprint European Cup te Istanboel. en nam ze deel aan de Europese Spelen in Baku, alwaar ze 24e werd. In juli 2016 won ze de vierde manche in de Europa Cup in het Spaanse Altafulla. In 2018 won ze zilver op het BK triatlon op de olympische afstand en tevens op de sprintafstand. In april 2019 werd ze derde op de offroad wedstrijd Xterra nabij het strand van het Griekse Vouliagmeni.
Ze was gehuwd met boksster Oshin Derieuw. In 2024 ging het koppel uit elkaar.